# George Russell
George Russell (King's Lynn, 15 de febrer de 1998) és un pilot de automobilisme britànic. Des del 2022, competeix a la Fórmula 1 amb l'escuderia Mercedes-AMG PETRONAS F1 Team.
El 2019, va debutar a la categoria reina de l'automobilisme amb Williams Racing, on va córrer fins al 2021, sumant 1 podi. Va ser el campió de la Temporada 2018 de Fórmula 2.

## Resultats
| Temporada | Series                                 | Equip                 | Curses       | Victòries    | Poles        | Voltes ràpides | Podis        | Punts        | Posició final |
| --------- | -------------------------------------- | --------------------- | ------------ | ------------ | ------------ | -------------- | ------------ | ------------ | ------------- |
| 2014      | BRDC Campionat Fórmula 4               | Lanan Racing          | 24           | 5            | 3            | 4              | 11           | 483          | 1r            |
| 2014      | Fórmula Renault 2.0 Alps               | Koiranen GP           | 12           | 0            | 0            | 0              | 1            | 123          | 4t            |
| 2014      | Eurocopa Formula Renault 2.0           | Koiranen GP           | 2            | 0            | 0            | 0              | 0            | 0            | NC†           |
| 2014      | Eurocopa Formula Renault 2.0           | Tech 1 Racing         | 2            | 1            | 1            | 1              | 1            | 0            | NC†           |
| 2015      | Campionat d'Europa de Fórmula 3 de FIA | Carlin Motorsport     | 33           | 1            | 0            | 0              | 3            | 203          | 6è            |
| 2015      | Masters de Fórmula 3                   | Carlin Motorsport     | 1            | 0            | 0            | 0              | 1            | N/A          | 2n            |
| 2016      | Campionat d'Europa de Fórmula 3 de FIA | Hitech Racing         | 30           | 2            | 3            | 3              | 10           | 264          | 3r            |
| 2016      | Gran Premio de Macau                   | Hitech Racing         | 1            | 0            | 1            | 0              | 0            | N/A          | 7th           |
| 2017      | GP3 Series                             | ART Grand Prix        | 15           | 4            | 4            | 5              | 7            | 220          | 1r            |
| 2018      | FIA Fórmula 2                          | ART Grand Prix        | 24           | 7            | 5            | 6              | 11           | 287          | 1r            |
| 2019      | Fórmula 1                              | ROKiT Williams Racing | 21           | 0            | 0            | 0              | 0            | 0            | 20è           |
| 2020      | Fórmula 1                              | Williams Racing       | 16           | 0            | 0            | 0              | 0            | 3            | 18è           |
| 2020      | Fórmula 1                              | Mercedes AMG Petronas | 1            | 0            | 0            | 1              | 0            | 3            | 18è           |
| 2021*     | Fórmula 1                              | Williams Racing       | 22           | 0            | 0            | 0              | 1            | 16           | 15è           |
| 2022      | Fórmula 1                              | Mercedes AMG Petronas | 22           | 1            | 1            | 4              | 8            | 265*         | 4t*           |
| 2023      | Fórmula 1                              | Mercedes AMG Petronas | Es competirà | Es competirà | Es competirà | Es competirà   | Es competirà | Es competirà | Es competirà  |

†Russell era pilot convidat, així que no va acumular punts.
*Temporada en curs